# قليلة الشوك
قليلة الشوك أو قليلة الهلب (الاسم العلمي: Oligochaeta)، جنس نباتات آسيوية من فصيلة النجمية.
أعطانها الأصلية وسط وجنوب وجنوب غرب آسيا. إنها نباتات حولية تنمو في الجبال والسهوب.
الأنواع
- Oligochaeta divaricata - القوقاز, إيران, العراق, سوريا, تركيا
- Oligochaeta minima - سنجان, كازاخستان, تركمانستان, أوزبكستان, إيران, أفغانستان
- Oligochaeta ramosa - شبه قارة الهند
- Oligochaeta tomentosa - القوقاز, إيران

شملت سابقًا
Oligochaeta leucosmerinx Rech.f. & Köie	- Schischkinia albispina (Bunge) Iljin